# Donald McWatters
Donald James "Don" McWatters, född 23 januari 1941 i Maryborough i Queensland, är en australisk före detta landhockeyspelare.
McWatters blev olympisk bronsmedaljör i landhockey vid sommarspelen 1964 i Tokyo.